# ペトゥル・ムラデノフ
ペトゥル・トシェフ・ムラデノフ（ブルガリア語: Петър Тошев Младенов, ラテン文字転写: Petar Toshev Mladenov, 1936年8月22日 - 2000年5月31日）は、ブルガリアの政治家。トドル・ジフコフの後継者としてブルガリア共産党最後の書記長および国家元首である国家評議会議長(在任:1989年 - 1990年)・大統領(在任:1990年)を務め、一党独裁制の放棄およびブルガリア社会党への改組を行った。

## 来歴
ブルガリア北西部のヴィディン州にて貧農の子として生まれる。ソフィア大学に入学後、モスクワ国際関係大学に留学。卒業後間もなくブルガリア共産党に入党。政治局に入局し、1971年から1989年までの18年間外相を務める。この間ジフコフ書記長の側近であった。しかし、ソ連のゴルバチョフ書記長によるペレストロイカが始まると次第に改革派に転じる。1989年5月にはジフコフが国内のトルコ系民族の国外追放を指示するもこれに反対する。
ポーランド、ハンガリーで民主化が進み、党内に反ジフコフグループが形成されつつあった同年10月にはジフコフを批判する書簡を党政治局・党中央委員会・党監査委員会に送り、外相を辞任した。ムラデノフは11月4日から訪中に出発したが、その間に政治局員のヨルダン・ヨトフ・党書記でソ連とパイプを持つディミタル・スタニシェフ・古参党員のドブリ・ジュロフ国防相らがジフコフに退陣を迫り、東ドイツでベルリンの壁が崩壊した11月9日にジフコフは辞任を表明。ムラデノフが政治局員の推薦を受けて後継の党書記長・国家評議会議長に就任した。
書記長就任当初のムラデノフは党の改革を進め、ジフコフやその息子ウラジーミルを共産党政治局・中央委員会から追放する一方で一党独裁制の枠を維持しようとしたが、ジフコフ体制の崩壊を機に市民の民主化運動が活発化し、複数政党制による自由選挙を要求するデモが行われるようになった。このため、ムラデノフは12月11日には憲法に規定された「共産党の指導的役割」の削除、複数政党制に基づく自由選挙の実施、新憲法の制定を決定する。
4月にはブルガリア共産党をブルガリア社会党に改称して社会民主主義政党化し、ムラデノフは新設された大統領に就任した。6月の自由選挙では社会党が東欧諸国の旧共産党系政党で唯一過半数を維持した。しかし、選挙の翌日には選挙不正を訴えるデモが起き、さらに前年12月の反政府デモの際に群衆の説得に失敗したムラデノフがジュロフ国防相に「戦車を投入するのが手っ取り早い」と武力鎮圧を示唆する発言をした映像が公開されたため、国民の抗議行動が拡大した。このため7月6日、ムラデノフは大統領職辞任・政界引退に追い込まれた。2000年5月31日死去。